# Albibarbefferia leucocomus
Albibarbefferia leucocomus là một loài ruồi trong họ Asilidae. Albibarbefferia leucocomus được Williston miêu tả năm 1885. Loài này phân bố ở vùng Tân Bắc giới.